# Pobernardyński zespół klasztorny w Ratowie
Pobernardyński zespół klasztorny w Ratowie – ufundowany pod koniec XVII w., kiedy Ratowo znajdowało się w rękach Narzymskich. Początki klasztoru wiążą się z obecnym w tym miejscu od XV w. kultem św. Antoniego z Padwy, którego obraz znajdował się w kaplicy dworskiej.

## Historia
Około 1680 dziedzic Ratowa, chorąży chełmiński, Tomasz Narzymski, wzniósł drewniany kościół i rozpoczął starania o sprowadzenie bernardynów. Przychylnie ustosunkował się do tego prowincjał prowincji wielkopolskiej o. Stanisław z Grodziska. By zabezpieczyć materialnie powstający klasztor fundator zapisał mu w 1685 kilka mórg ziemi, dwie łąki i prawa do wolnego połowu ryb w rzece i stawie, a także przekazał drewno na wybudowanie drewnianego klasztoru. Ponadto zagwarantował do chwili swojej śmierci cztery korce zboża wydawane każdego miesiąca. Z kolei prowincjałowie bernardynów, Stanisław z Grodziska i Franciszek Radoński, ofiarowali książki dla biblioteki klasztornej. Fundacja zyskała akceptację miejscowego biskupa diecezji płockiej, Stanisława Dąbskiego, a 25 stycznia 1686 – Stolicy Apostolskiej i kilka dni później (31 stycznia) przełożonego generalnego bernardynów. Klasztor strukturalnie został włączony do wielkopolskiej prowincji zakonnej. W 1690 drewniany klasztor uległ spaleniu i w latach 30. XVIII w. zdecydowano o wzniesieniu klasztoru murowanego. Dodatkowym motywem dla realizacji tego projektu było przekazanie klasztorowi cegły z rozebranego zamku w pobliskim Niedzborzu. W 1759 zakończono budowę klasztoru i kościoła. Uroczystej konsekracji dokonał 1 października 1761 biskup płocki Antoni Dembowski.
Po powstaniu styczniowym zakon bernardynów został skasowany, a zabudowania stały się spichlerzem i zapleczem wojsk carskich. Po odzyskaniu niepodległości w 1918 majątek poklasztorny otrzymała diecezja płocka. Jej ordynariusz, Antoni Julian Nowowiejski w 1925 przekazał klasztor Zgromadzeniu Misjonarek św. Rodziny, które po 2000, ze względu na trudności ekonomiczne w jego utrzymaniu zdecydowały o zwróceniu klasztoru diecezji płockiej i powrót do swego domu generalnego w Białymstoku. W 2014 zostało tu erygowane przez biskupa płockiego Piotra Liberę Sanktuarium Diecezjalne św. Antoniego z Padwy.

## Architektura
Kompleks złożony jest z kościoła i klasztoru położonych na niewielkim wzniesieniu. Jednonawowy kościół został zbudowany na planie prostokąta z niewyodrębnionym prezbiterium. Jest to jedyny późnobarokowy obiekt w tej części Mazowsza. Wnętrze kościoła (ołtarz główny, sześć ołtarzy bocznych, ambona i prospekt organowy) ma w całości wystrój rokokowy, jedyny na Mazowszu. Wyposażenie powstało w połowie XVIII w. w ciągu ok. 10 lat. Ołtarze zostały wykonane z drewna iglastego, a snycerka – figury i partie ornamentalne – z drewna lipowego. Pokrywa je polichromia. Głównym elementem ołtarza głównego są dwa potężne filary ustawione pod kątem rozwartym w stosunku do płaskiego pola głównego. Między nimi, na płaszczyźnie cofniętej w głąb ołtarza, znajduje się słynący łaskami obraz przedstawiający św. Antoniego z Padwy, siedemnastowieczne dzieło nieznanego artysty. Mensa ołtarza głównego ma kształt prostopadłościanu, a na jej frontową ściankę nałożone są płaskorzeźbione dekoracje o motywach rocaillowych kartuszy. Wykonana została w 1762 za cenę 2250 tynfów; autor i jego pochodzenie są nieznane. Rokokowa ambona została wykonana w 1751 za rządów gwardiana o. Gałeckiego, brak jest jednak wzmianek w źródłach archiwalnych o wykonawcy dzieła. Ciekawym elementem wystroju kościoła jest prospekt organowy, który powstał w tym samym czasie co ambona. Organy powstały dzięki darowiźnie Doroty z Karczewskich Niszczyckiej i Józefa Karczewskiego. Przekazali oni 50 cynowych świeczników, z których odlano piszczałki.